# Centaurea monktonii
Centaurea monktonii là một loài thực vật có hoa trong họ Cúc. Loài này được C.E.Britton mô tả khoa học đầu tiên năm 1921.